# أندريه فولوكيتين
أندريه فولوكيتين (18 يونيو 1986) أستاذ كبير في الشطرنج الأوكراني، ولد في لفيف. حاز على لقب بطل أوكرانيا مرتين، وشارك في أربع أولمبيادات شطرنج، وفاز بالميدالية الذهبية للفرق عام 2004، والبرونزية عام 2012.

## مسيرته
فاز بميداليتين في بطولة العالم للشطرنج للشباب، حيث حصل على الميدالية الفضية عام 1998 في أوروبيسا ديل مار لفئة تحت 12 عامًا، والبرونزية في نفس المكان بعد عام في فئة تحت 14 عامًا. في عام 1999، كان عضوًا في المنتخب الوطني الأوكراني للشباب الذي فاز بأولمبياد الشطرنج تحت 16 عامًا في أرتيك، أوكرانيا.
حقق لقب أستاذ كبير عام 2001، وهو في الخامسة عشرة من عمره. في عام 2004، دخل قائمة أفضل 100 لاعب في تصنيف الاتحاد الدولي للشطرنج العالمي، وفاز ببطولة أوكرانيا للشطرنج الثالثة والسبعين، وكان عضوًا في الفريق الوطني الفائز بالميدالية الذهبية في أولمبياد الشطرنج السادس والثلاثين. في عام 2005، فاز ببطولة لوزان للأساتذة الشباب بتصنيف 2984 نقطة.
في يناير 2012، فاز فولوكيتين ببطولة مهرجان دونوستيا للشطرنج بنظام خروج المغلوب في سان سيباستيان، إقليم الباسك، إسبانيا، بفوزه على فيكتور لازنيكا في المباراة النهائية. في هذه البطولة، واجه كل لاعب خصمه على لوحين في آنٍ واحد، حيث يلعب الأبيض على إحداهما والأسود على الأخرى. سُمي هذا الشكل الفريد، الذي أُقيم لأول مرة في هذه البطولة، لاحقًا بـ"الشطرنج الباسكي".
في عام 2015، فاز ببطولة أوكرانيا التي أقيمت في لفيف، متفوقًا على مارتن كرافتسيف وزاهار إفيمينكو، بعد أن سجل اللاعبون الثلاثة 7 نقاط من 11 مباراة. في عام 2016، فاز فولوكيتين أولاً وبشكل واضح ببطولة فيدمار التذكارية العشرين، التي أقيمت كبطولة دعوة دولية في بليد، سلوفينيا.
أندريه فولوكيتين، فلاديمير جرابينسكي، أتقن الشطرنج ( جامبيت،2007).

## روابط خارجية
- أندريه فولوكيتين على موقع الاتحاد الدولي للشطرنج (الإنجليزية)
- أندريه فولوكيتين على موقع مباريات الشطرنج (الإنجليزية)
- أندريه فولوكيتين على موقع 365Chess.com (الإنجليزية)
- أندريه فولوكيتين على موقع Chesstempo.com (الإنجليزية)
- أندريه فولوكيتين على موقع الاتحاد الأمريكي للشطرنج (الإنجليزية)
- أندريه فولوكيتين سجل أولمبياد الشطرنج على موقع OlimpBase.org (الإنجليزية)